# Брюс Білер
Брюс М. Білер (англ. Bruce M. Beehler; нар. 11 жовтня 1951, Балтимор, США) — американський орнітолог, науковий співробітник відділу птахів Національного музею природознавства Смітсонівського інституту. Свого часу Білер працював у Міжнародному товаристві збереження природи, Товаристві охорони дикої природи, Міжнародному консальтингу та Національному фонді риби та дикої природи .

## Біографія

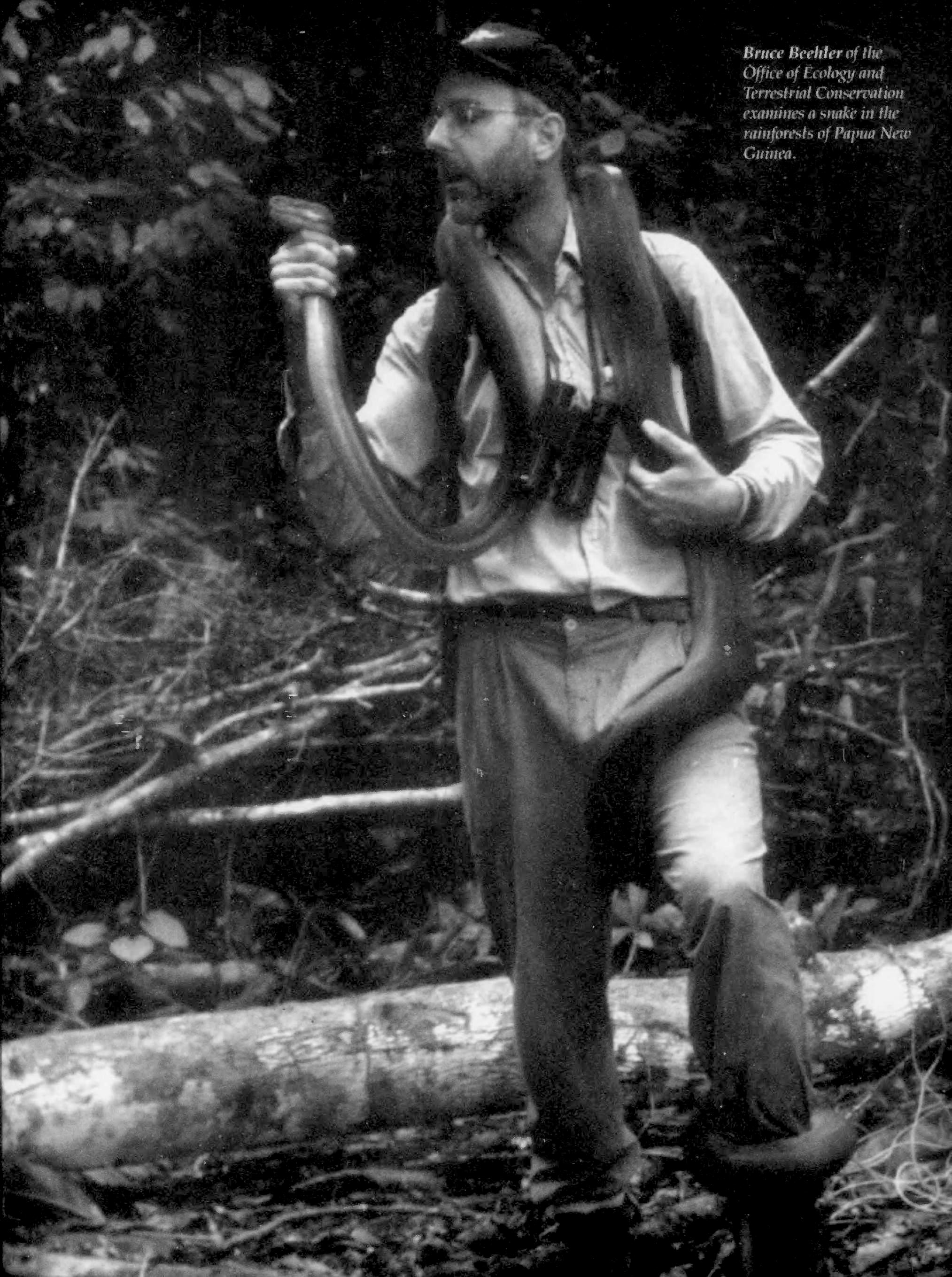
Білер зі змією в папуаському тропічному лісі (фото з державного журналу)

Брюс Білер закінчив Вільямс-коледж і здобув ступінь магістра і доктора філософії з вивчення поведінкової екології райських птахів в Принстонському університеті .
Впродовж декількох десятиліть був авторитетним фахівцем з птахів Нової Гвінеї, написавши чи ставши співавтором кількох основних робіт з питань біорізноманіття, цього тропічного острова, зокрема Райські птахи (1998), Птахи Нової Гвінеї (1986, 2015) та двотомна праця Екологія Папуа (2007).
У 2005 році він провів широко опубліковане дослідження швидкого оцінювання біологічного різноманіття в горах Фоджа, Папуа, де він разом з міжнародною групою з 11 вчених, переважно з Індонезійського інституту наук (LIPI), здійснив низку наукових відкриттів.
Ці дослідження стали продовженням роботи, проведеної в регіоні доктором Джаредом Даймонд в кінці 1970-х — на початку 1980-х років. Білер та його колеги повернулися з першими в історії фотографіями двох видів птахів — паротії фойської (Parotia berlepschi) та садороба жовтолобого (Amblyornis flavifrons), які раніше були відомі лише з кількох музейних зразків. Крім того, був виявлений раніше невідомий вид медолюба, який у 2007 році описаний як Melipotes carolae. Видовий епітет carolae ашвновує Керол Білер, дружину Брюса Білера. Разом із командою з телешоу 60 хвилин Білер повернувся до гір Фоджа в 2007 році, де зробили перші зйомки кількох видів, виявлених у 2005 році, а також натрапили на неописані види гігантського пацюка (Mallomys sp.) та карликового опосума (Cercartetus sp.).

## Праці
- Thane K Pratt; Bruce McP Beehler "Birds of New Guinea, second edition, Princeton, NJ: Princeton University Press, 2015. ISBN 9780691095622
- Birdlife of the Adirondack Park, Glens Falls, NY: Adirondack Mountain Club, 1978.
- Upland birds of northeastern New Guinea, Wau, Papua New Guinea: Wau Ecology Institute, 1978.
- A naturalist in New Guinea, Austin, Texas: University of Texas Press, 1991. ISBN 9780292755413
- New Guinea: nature and culture of the world's grandest island, Princeton, NJ: Princeton University Press, 2020. ISBN 9780691180304
- North on the wing: travels with the songbird migration of spring, Washington, DC: Smithsonian Books, 2018. ISBN 9781588346131
- Lost worlds: adventures in the tropical rainforest, New Haven, Conn. ; London: Yale University Press, 2009. ISBN 9780300158335, OCLC 317471890
- Bruce McP Beehler; Thane K Pratt; Mary Lecroy Birds of New Guinea: Distribution, Taxonomy, and Systematics. Princeton, New Jersey: Princeton University Press, 2016. ISBN 9780691164243, OCLC 919479531
- Bruce McP Beehler; John Anderton, Natural encounters: biking, hiking, and birding through the seasons, New Haven: Yale University Press, 2019. ISBN 9780300243482, OCLC 1055264404